# Mushtaq Ahmed (1932–2011)
Mushtaq Ahmed (ur. 28 sierpnia 1932 w Amritsarze, zm. 23 kwietnia 2011 w Londynie) – pakistański hokeista na trawie, mistrz olimpijski.
Grał jako napastnik. Brał udział w Letnich Igrzyskach Olimpijskich 1960, na których zdobył złoty medal. Wystąpił łącznie w dwóch spotkaniach, zdobywając jednego gola (według Pakistańskiej Federacji Hokeja nie zdobył gola). Były to jego jedyne mecze w reprezentacji narodowej. 